# .pro
.pro (от английски: professions) е домейн от първо ниво (TLD).

## Описание
Домейн името (от английски professional) е основен домейн от първо ниво (gTLD) от Domain Name System (DNS) на Интернет. Името му произлиза от думата professional, което показва, че този тип домейни са предназначени за професионалисти и хора с акредитирана професия.

### История
Домейн името е било официално представено през юни 2004. По това време то е било ограничено единствено за употребата от адвокати, счетоводители, лекари и инженери, базирани във Франция, Канада, Германия, Англия и Съединените щати. През март 2005 регистрара EnCirca представя своята нова услуга ProForwarding, чрез която се дава възможност на непроверени лица и учреждения да регистрират .pro домейни. Регистрантите след това са имали срок от 30 дни, през който е трябвало да предоставят документи доказващи легитимността на тяхната професия. Броя на регистрирани .pro домейни достигнал 6899 през януари 2008.
След консултации с ICANN, домейнът е бил стартиран наново през септември 2008 с по-широк обхват, за да може служители на правителствени организации във всички страни да се възползват от тези домейни. Изискването е регистрантите сами да сертифицират техния професионален статус и да се съгласят с общите условия преди регистрация, а впоследствие да предоставят подробна информация за техния професионален лиценз.

### Регистрации
Официалния регистрар описва следните критерии, които трябва да бъдат изпълнени:
- Регистранта трябва да предоставя професионални услуги
- Регистранта е лицензирано от държавен орган или правно лице, което е оторизирано от държавен орган да издава лицензи
- Регистранта е с добра репутация
Домейн регистрара позволява регистрацията на следните домейни от трето ниво:
- Легални: law.pro, avocat.pro, bar.pro, jur.pro, recht.pro
- Счетоводни: cpa.pro, aaa.pro, aca.pro, acct.pro
- Медицински: med.pro
- Инженерски: eng.pro
От април 2011, домейните могат да бъдат регистрирани чрез 44 акредитирани регистрара. През януари 2011, броя на регистрираните е достигнал 100 000. Установено е, че през април 2010, повечето от домейните са регистрирани в Съединените щати (42%), Франция (24%) и Русия (5%).